# Růžena Rosická
Růžena Rosická (22. července 1875 Crete – 27. ledna 1954 Omaha), známá též jako Rose Rosicky, byla česko-americká redaktorka, překladatelka a historička.

## Životopis
Narodila se 22. července 1875 v americkém městečku Crete ve státě Nebraska. Jejím otcem byl česko-americký přistěhovalec, vydavatel několika českojazyčných periodik, Jan Rosický. Její matka, Marie Rosická, byla autorkou českojazyčné publikace Národní domácí kuchařka česko-americká. Třebaže Růžena Rosická vyrůstala od narození v americkém prostředí, naučila se mluvit i psát také česky, a v dospělosti se věnovala studiu osudů Čechů v Nebrasce. Od svých šestnácti let pomáhala svému otci s vydáváním časopisu Hospodář. Mezi její publikace patří například Dějiny Čechů v Nebrasce, vydané nejprve roku 1928 česky a o rok později také anglicky pod názvem A History of Czechs (Bohemians) in Nebraska, kterou tamní historici označili za jedinou odpovídající studii o usazování cizinců v tomto státě. Věnovala se i překladům, mezi které lze zařadit například výše zmíněnou kuchařskou knihu její matky, která anglicky vyšla pod názvem Bohemian-American Cook Book. Vydala také pět svazků almanachu Pioneer, pro který současně překládala příspěvky jiných autorů. Po smrti svého otce roku 1910 převzala vydávání periodik Osvěta Americká, Hospodář a Květy Americké. Redakční práci se věnovala až do roku 1946.
Zemřela v nemocnici v Omaze 27. ledna 1954.